# Hackberry (Luisiana)
Hackberry es un lugar designado por el censo ubicado en la parroquia de Cameron en el estado estadounidense de Luisiana. En el Censo de 2010 tenía una población de 1261 habitantes y una densidad poblacional de 14,12 personas por km².

## Geografía
Hackberry se encuentra ubicado en las coordenadas 29°57′53″N 93°24′36″O / 29.96472, -93.41000. Según la Oficina del Censo de los Estados Unidos, Hackberry tiene una superficie total de 89.32 km², de la cual 72.71 km² corresponden a tierra firme y (18.59%) 16.6 km² es agua.

## Demografía
Según el censo de 2010, había 1261 personas residiendo en Hackberry. La densidad de población era de 14,12 hab./km². De los 1261 habitantes, Hackberry estaba compuesto por el 98.73% blancos, el 0.48% eran afroamericanos, el 0.4% eran amerindios, el 0.08% eran asiáticos, el 0% eran isleños del Pacífico, el 0% eran de otras razas y el 0.32% pertenecían a dos o más razas. Del total de la población el 0.79% eran hispanos o latinos de cualquier raza.